# Bedishkala
Bedishkala är en ort i Azerbajdzjan.   Den ligger i distriktet Qusar Rayonu, i den nordöstra delen av landet, 180 kilometer nordväst om huvudstaden Baku. Bedishkala ligger 505 meter över havet och antalet invånare är 1 035.
Terrängen runt Bedishkala är kuperad västerut, men österut är den platt. Närmaste större samhälle är Quba, 18,7 kilometer söder om Bedishkala.
Trakten runt Bedishkala består till största delen av jordbruksmark. Runt Bedishkala är det ganska glesbefolkat, med 48 invånare per kvadratkilometer.